# Jurij Vladimirovič Nikulin
Jurij Vladimirovič Nikulin in russo Юрий Владимирович Никулин? (Demidov, 18 dicembre 1921 – Mosca, 21 agosto 1997) è stato un attore e circense russo (sovietico fino al 1991).
Come clown fu allievo del celebre Karandaš

## Filmografia parziale

### Cinema
- Operazione Y e altre avventure di Šurik (1965)
- Una vergine da rubare (1966)
- Crociera di lusso per un matto (1968)